# Valbona-völgy Nemzeti Park
A Valbona-völgy Nemzeti Park (albán Parku Kombëtar Lugina e Valbonës) 1966-ban létrehozott, 8000 hektáron elterülő nemzeti park Albánia északi részén, az Albán-Alpok keleti vidékén, a Valbona folyó magashegyektől közrezárt szűk völgyében. Természeti értékeinek, vízeséseinek, barlangjainak, szurdokainak és gleccser vájta teknővölgyeinek köszönhetően – a Thethi Nemzeti Park mellett – az albániai hegyvidéki turizmus egyik legkedveltebb célpontja.

## Földrajza
A nemzeti park az ország északi határvidékén, az Albán-Alpok keleti részén (albán Alpet Lindore, a. m. ’Keleti-Alpok’), a Valbona folyó felső völgyében és az azt szegélyező hegylábakon terül el 8000 hektáron. Északkeleten a Paplluka-hegy (Maja e Papllukës, 2569 m), a Jezerca-hegy (2692 m), északon a Kokërhana-hegy (Maja e Kokërhanës, 2495 m), a Dash-domb (Kodra e Dashit, 2522 m) és a Kola-hegy (Maja e Kolës, 2204 m) csúcsai alkotják a határát, keletről a Gjakovai-hegység és a Tropojai-medence felé vezető hágóutak, délen a Vasas-hegy (Maja e Hekurave, 2559 m), a Maja e Grykave të Hapta (2625 m), a Zhapora-hegy (Maja e Zhaporës, 2561 m), délnyugaton az Alija-hegy (Maja e Alijës, 2471 m) és a Theth völgyébe átvezető Valbona-hágó (Qafa e Valbonës) határolja.

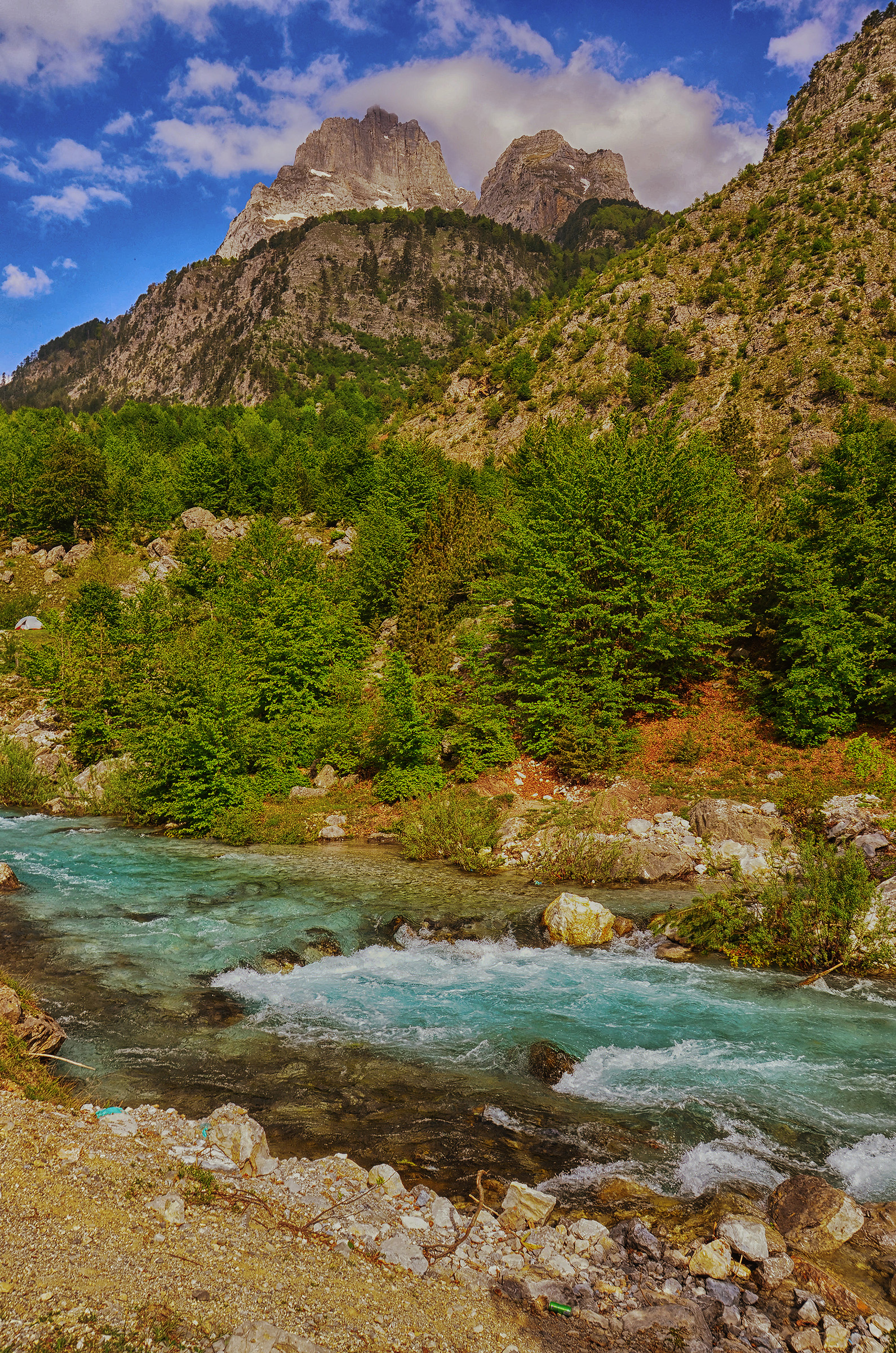
Valbona-völgyi részlet

A völgy felső szakasza északi irányba domborodó félkörívet ír le. Nyugati végpontja, egyúttal a Valbona forrásvidéke az Alija- és a Paplluka-hegyek között, a Valbona-hágónál található 1459 méteres tengerszint feletti magasságban. Rragamig típusos glaciális völgy, innen a völgytalp kiszélesedik. Több mellékvize szintén gleccservölgyön át éri el a folyó medrét, de legjelentősebb mellékvize a Jezerca és a Kollata között húzódó tektonikus törésvonalban kialakult Kukaj, amely Valbona falunál éri el a folyót. Valbonáig a folyó medrének 7 kilométeres szakasza rendszerint száraz, a forrásvidéken összegyűlt vizek karsztjáratokban folynak, Valbona után azonban a folyó állandó és a csapadékos éghajlatnak köszönhetően bővizű. A völgy morfológiája Valbona után délkeleti irányba fordulva, miután a folyó felveszi a Cerem vizét, fokozatosan keskenyedik, végül az 1-2 méter széles és több 10 méter mély Shoshani-szurdokvölgybe (Kanioni i Shoshanit) megy át, amely Shoshanig húzódik. A shoshani híd után a folyó kiér a Tropojai-medencébe.
A nemzeti park területén több karsztbarlang található, közülük nevezetesebbek a Shoshani- (Shpaniku i Shoshanit), a Dragobiai- (Shpella e Dragobisë) és a Jégbarlang. A park keleti végpontján tör a felszínre a völgy – és egyúttal az Albán-Alpok – legbővízűbb forrásainak egyike, a Shoshani-forrás (Burimi i Shoshanit vagy Vrella e Shoshanit), amely a közeli Bajram Curri városát is ellátja vízzel. Hóolvadáskor a vidék barlangjainak legtöbbjét víz lepi el, és egyfajta forrásként funkcionálnak, a Valbona-forrás egyik nevezetes természeti látványossága a Gjelaji-vízesés (Ujëvara e Gjelajt). Az állóvizek rendszerint kis felületűek, eredetüket tekintve gleccser- vagy karszttavak, közülük nevezetesebbek a Jezercai-tó (Liqeni i Jezercës), a Vasas-hegyi-tó (Liqeni i Majës së Hekurave) és a Rupa-tó (Liqeni i Rupës).
A nemzeti park területe közigazgatási szempontból Tropoja községen belül Margegaj alközséghez tartozik. A Valbona völgyére felfűződő kis falvak és szórványtelepülések közül a fontosabbak Rragam, Valbona, Dragobia és Cerem.

## Éghajlata
A nemzeti park területén a tengerszint feletti magasságtól függően mediterrán és hegyvidéki éghajlati övezetek húzódnak. A hideg és csapadékban (esőben és hóban egyaránt) gazdag téli évnegyedet hosszan tartó fagyok és erős széljárás jellemzi, Dragobiánál a januári átlaghőmérséklet -0,3 °C körül alakul. Nagy a hőmérsékleti szélsőértékek közötti ingadozás, a legmagasabb hőmérséklet 37,5 °C, a legalacsonyabb -20 °C. A völgytalpra hulló éves csapadékmennyiség 2030 és 2080 mm között alakul, ennek nagy része hó. A hótakaró vastagsága rendszerint 94 és 224 cm között váltakozik.

## Élővilága
A természetes növénytakarót a tengerszint feletti magasság és a napsütésnek való kitettség függvényében szintén övezetes váltakozás jellemzi, de a talaj- és hidrográfiai viszonyok további mozaikokkal színesítik a vidék flóráját. A völgy északi oldalán, 400-900 méteres tengerszint feletti magasságban tölgyesek sávja húzódik, efelett a Balkán legkiterjedtebb gesztenyései (Castanea sativa) terülnek el. Az alacsonyabban fekvő övezetek további jelentős állományalkotó fajai a nagylevelű hárs (Tilia platyphyllos), a virágos kőris (Fraxinus ornus), az európai mogyoró (Corylus avellana) és a közönséges nyír (Betula pendula). 600 és 1200 méteres tengerszint feletti magasságban bükkösök húzódnak, különösen Rragam és Valbona térségében terülnek el nagyobb foltjaik. Mellettük számottevő a közönséges jegenyefenyő (Abies alba) és a feketefenyő (Pinus nigra), emellett Albániában itt a legszámottevőbb a közönséges lucfenyő (Picea abies) állománya. 1200 méter felett jellemzően havasi legelők váltják fel az erdősávokat.
A magasan fekvő szirteken jelentős számú vadkecske (Capra aegagrus) és zerge (Rupicapra rupicapra) él, a fenyvesekben és bükkösökben  eurázsiai hiúz (Lynx lynx), barna medve (Ursus arctos), vadmacska (Felis silvestris), szürke farkas (Canis lupus), vörös róka (Vulpes vulpes), menyét (Mustela nivalis) és vaddisznó (Sus scrofa), a tölgyesekben nagyszámú borz (Meles meles), nyest (Martes foina), a vizek közelében európai vidra (Lutra lutra) és mókus (Sciuridae) él. A legjelentősebb madárfajok közé tartozik a siketfajd (Tetrao urogallus), a szirti sas (Aquila chrysaetos), a sólyom (Falco) és a nagy fakopáncs (Dendrocopos major). A Valbona vizében négy lazacfaj él.

## Idegenforgalma

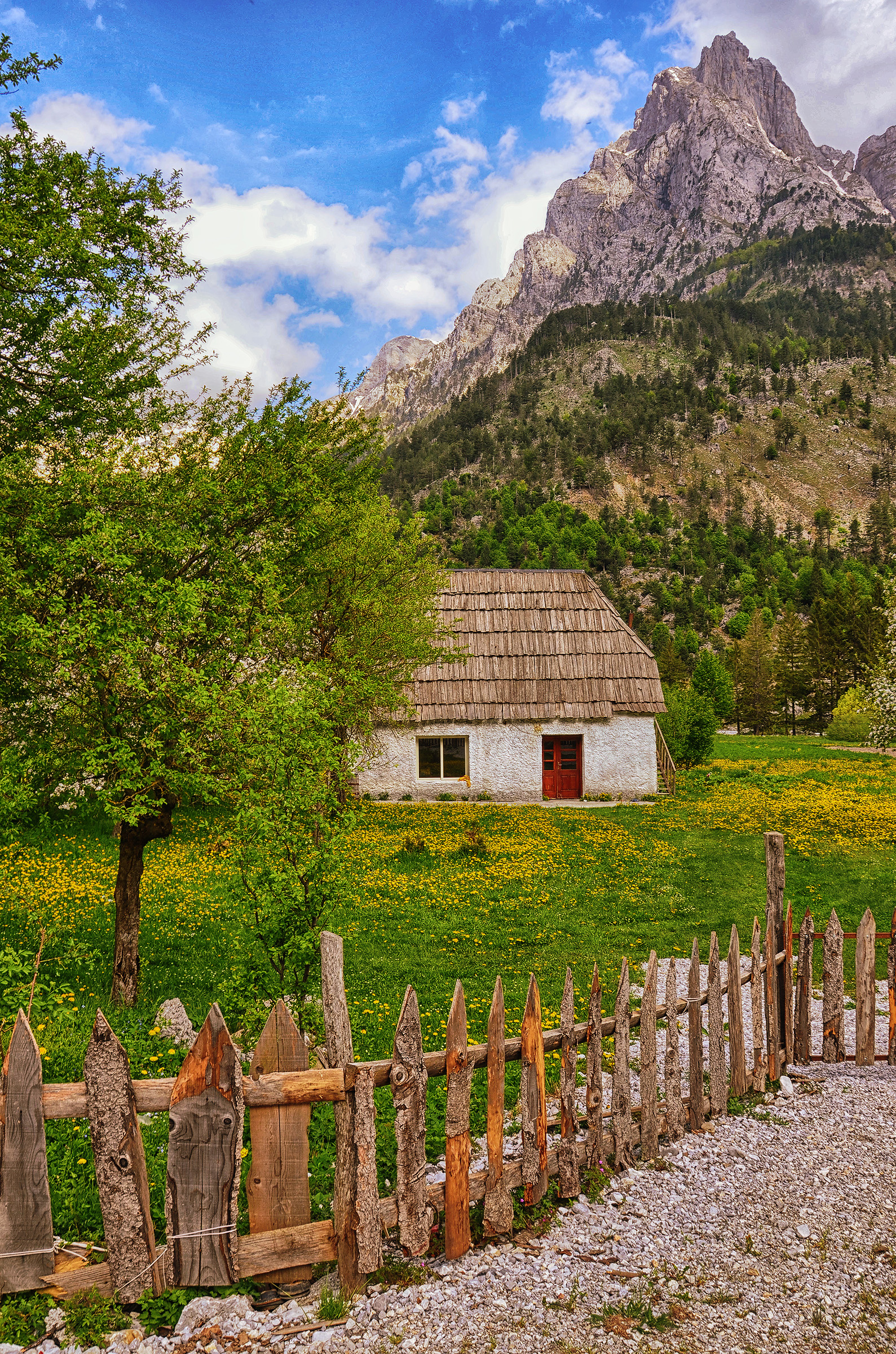
Ház Valbona faluban

A hagyományosan a krasniqi és a kelmendi törzsek szállásterületére eső völgyszakaszt a 20. század második felében fejlesztették hegyvidéki üdülőterületté. Az 1997-es polgárháborús események során a döntően állami kezelésben lévő turisztikai infrastruktúra megsemmisült. Ezt követően azonban újra megindult a régió fejlesztése, és napjainkra a Valbona-völgy az ország kedvelt hegyvidéki üdülőhelye nemcsak a belföldi és koszovói, de a külföldi turisták körében is.
A nemzeti parkhoz legközelebb eső nagyobb település Bajram Curri. Aszfaltozott közúton csak a park délkeleti kapujában elterülő kisvárosból közelíthető meg a völgy felső szakasza, ahonnan kisbuszjáratok is közlekednek Valbona faluba. Miután a völgy infrastrukturálisan fejletlen, az utolsó benzinkút, vegyesbolt, pénzfelvételi és élelmiszer-beszerzési lehetőség egyaránt Bajram Curriban található. A nemzeti park nyugati határán található Valbona-hágón keresztül gyalogosan át lehet jutni a Theth völgyébe, a Thethi Nemzeti Parkba is.
A változatos természeti környezet, a monumentális hegyek között húzódó völgy és túraútvonalai, a kristálytiszta víz és a hegyvidéki levegő mellett a völgy viszonylagos közúti elzártsága is kedvelt úti célponttá teszik a nemzeti parkot. A völgy falvaiban számos szálláshely és étkezési lehetőség várja a turistákat. A leglátogatottabb kirándulóhelyek a Rragami-fenyves, a Vranica-bükkös, a Xhema-tó, a Valbona- és a Shoshani-forrás, a Dragobiai-barlang (amely egyúttal történelmi emlékhely is, Bajram Curri 1925-ben itt lelte a halálát), a Jégbarlang, a Motina-jégvölgy, a Shoshani-szurdok, a folyó bal partján álló régi malom, valamint számos további barlang, forrás, vízesés. Dragobiában még több hagyományos, kőfalazatú és zsindelytetős népi lakóház található. Bár telente a hótakaró miatt nehezen megközelíthető, a völgyben téli sportokra és ökoturizmusra is nyílik lehetőség.